# Beaumont Palace

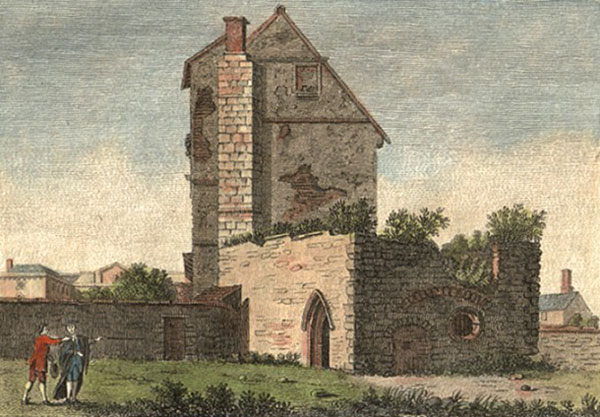
Ruinerna av Beaumont Palace på en avbildning från 1785.

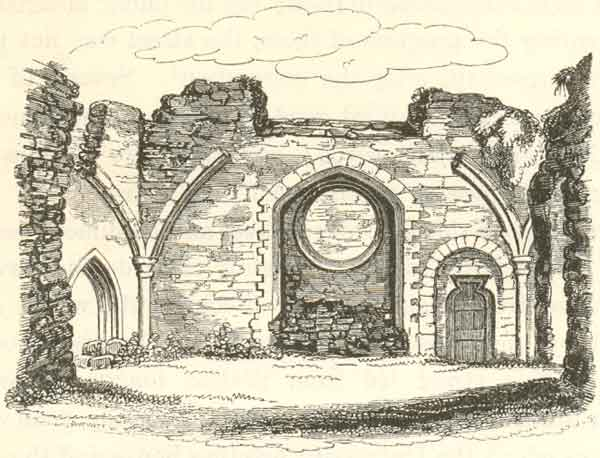
Ruinerna omkring år 1800.

Beaumont Palace var ett kungligt palats utanför Oxford i England. Palatset uppfördes omkring 1130 utanför Oxfords dåvarande norra stadsport under Henrik I av Englands regering, med anledning av närheten till det kungliga jaktslottet i Woodstock (idag en ruin tillhörande Blenheim Palaces parkområde). Det var från början ett kungligt palats men fungerade som ett kloster från 1318 till reformationen. Platsen utmärks idag av en kolonn på norra sidan av Beaumont Street i Oxford nära korsningen med Walton Street. 

## Historik
Henrik I firade påsk här 1133 i den då nyuppförda stora hallen, då samtidigt födelsen av hans dotterson, den blivande Henrik II av England, firades. Kung Rikard I och kung Johan föddes här 1157 respektive 1167. 
Den siste kung som använde palatset som residens var Edvard I, som 1275 skänkte palatset till juristen Francesco Accorsi som lön för olika diplomatiska uppdrag i kungens tjänst. Efter Edvard II:s flykt under slaget vid Bannockburn 1314 ska han ha åkallat jungfru Maria och svurit att grunda ett karmelitkloster om han kunde fly oskadd undan de skotska trupperna. Som infriande av sitt löfte ska han 1318 ha donerat palatset till karmelitorden. År 1318 trädde John Deydras fram och hävdade att han var Englands rättmätige kung och att palatset rättmätigt tillhörde honom. Han kom senare att avrättas för uppvigling.
När karmelitorden i England upplöstes i samband med engelska reformationen revs större delen av byggnaden och materialet användes vid uppförandet av Christ Church och St John's College. En gravyr från 1785 visar ruinerna från Beaumont Palace. De sista ruinerna revs i samband med att Beaumont Street anlades på platsen 1829.
I Colin Dexters romaner om Kommissarie Morse är Beaumont College namnet på ett fiktivt Oxfordcollege vars namn antyder en koppling till palatset; en internatskola med detta namn har visserligen existerat i verkligheten, men då i Old Windsor, inte i Oxford.